# Anomalon arizonicum
Anomalon arizonicum là một loài tò vò trong họ Ichneumonidae.